# Trogocraspia cassida
Trogocraspia cassida là một loài bướm đêm trong họ Noctuidae.